# Friedel Lepper
Friedel Lepper (* 10. November 1931 in Ratingen als Johannes Friedrich Jakob Lepper) ist ein deutscher Bildhauer.

## Leben
Leppers Urgroßvater Johann, Großvater Friedrich und Vater Johann waren Steinmetze in Ratingen. Lepper lernte zunächst bei seinem Vater und dann bei Julius Göbel am Werstener Friedhof in Düsseldorf. Dort lernte er auch Günter Grass kennen. Lepper auf dem Motorrad bildete mit ihm eine Fahrgemeinschaft.
Lepper wurde Geselle und Meister und fertigte Grabsteine in der väterlichen Werkstatt in Ratingen an. Mit seiner Frau Rosemarie bekam er vier Kinder.
Lepper schuf seit den 1970er Jahren Skulpturen in Stein und Metall. 1974 gewann er den Wettbewerb für eine Skulptur vor dem Ratinger Rathaus. Er schuf einen Brunnen, der in Ratingen an der Endhaltestelle der Straßenbahn steht, ein Wegekreuz in Angermund, Skulpturen für den Kreuzweg um die Burg Linn, Skulpturen für einen Kreuzweg in Pegnitz sowie Brunnen in Essen, Wuppertal und Aachen. 2014 waren in einer Ausstellung im Museum Ratingen Werke Leppers und seines Sohns Gereon Lepper zu sehen.
2018 schuf Lepper 5 Skulpturen für die Kapelle auf dem katholischen Friedhof St. Peter und Paul in Ratingen.

## Ehrungen, Preise
- Staatspreis für das Kunsthandwerk Manufactum (1967)[2]